# IK Sleipner
Idrottsklubben Sleipner w skrócie IK Sleipner – szwedzki klub piłkarski z siedzibą w mieście Norrköping. W sezonie 2018 gra w Division 1 Norra (trzecia klasa rozgrywkowa w Szwecji).

## Sukcesy
- Allsvenskan
  - mistrzostwo (1): 1937/1938

- - wicemistrzostwo (1): 1936/1937
- Puchar Szwecji
  - finał (1): 1941